# Jemima Morrell

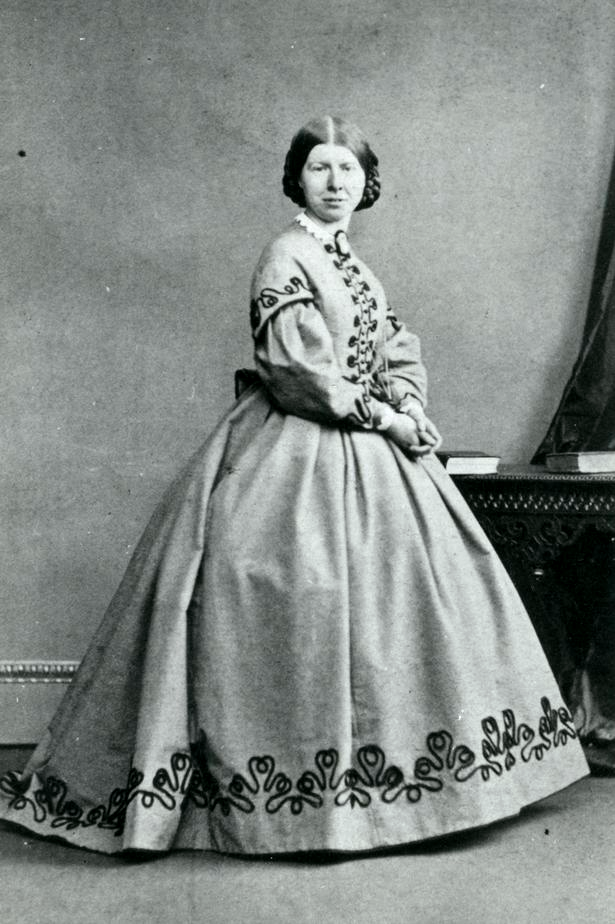
Undatierte Fotografie von Jemima Morrell

Jemima Anne Morrell (* 7. März 1832; † 13. Oktober 1909) war eine englische Reiseschriftstellerin und Illustratorin. Morrell wurde in eine bürgerliche Familie in Selby, Yorkshire, hineingeboren und war Mitglied des Junior United Alpine Club, eines Vereins mit mehrheitlich weiblichen Mitgliedern, der jährliche Urlaubsreisen organisierte. Morrell gehörte zu den Touristen, die 1863 an der ersten Pauschalreise durch die Schweiz unter der Leitung von Thomas Cook teilnahmen und damit zu den ersten modernen internationalen Touristen gehörten. Ihr Bericht über diese Reise wurde 1963 unter dem Titel Miss Jemima's Swiss Journal: The First Conducted Tour of Switzerland veröffentlicht.

## Leben

### Frühe Jahre
Jemima Anne Morrell wurde am 7. März 1832 in Selby, Yorkshire, geboren. Ihre Eltern waren Robert Morrell, ein Bankdirektor in Selby, und Anna Morrell. Jemima war das zweitälteste von vier Kindern und hatte einen älteren Bruder, Robert, und die jüngeren Geschwister Anna und William. Die Familie Morrell gehörte zur neuen Mittelschicht, die sich in der Folge der Industriellen Revolution herausgebildet hatte. Die Familie war wohlhabend genug, um allen Kindern den Besuch von Privatschulen zu finanzieren und beschäftigte ein Hausmädchen und eine Köchin.
Morrell war 1863 noch unverheiratet und eine aufstrebende Künstlerin. Morrell war Mitglied des Junior United Alpine Club, eines gesellschaftlichen Clubs, der jährliche Urlaubsreisen organisierte. Bis 1863 hatten die Mitglieder des Clubs bereits Reisen nach Schottland, Land’s End und London unternommen (nachdem sie die Weltausstellung von 1862 besucht hatten). Die Mehrheit der Mitglieder des Clubs waren Frauen, die die Männer mit vier zu drei übertrafen. Dass es Frauen erlaubt war, Mitglied eines solchen Clubs zu werden, war zur damaligen Zeit eine Seltenheit.

### Reise in die Schweiz

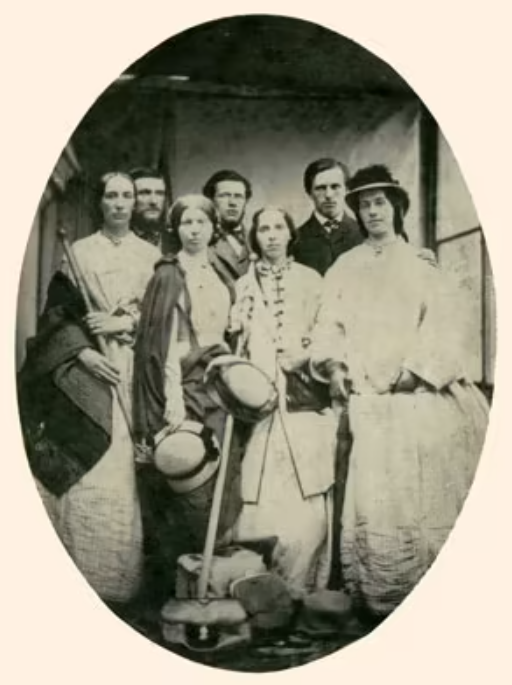
Einige Mitglieder des Junior United Alpine Club, darunter Morrell (Zweite von links in der ersten Reihe)

1863 nahm Morrell an der ersten geführten Tour durch die Schweiz teil, die von Thomas Cook geleitet und durchgeführt wurde. Morrell unternahm die Tour zusammen mit ihrem Bruder William und ihrer Cousine Sarah Ayres, zwei Freunden und einer Gruppe von fast 60 anderen Touristen, darunter viele Mitglieder des Junior United Alpine Club. Morrells Teilnahme an der Tour wurde von ihrem Bruder William finanziert, der in die Fußstapfen ihres Vaters als Bankier getreten war und kürzlich durch die Veröffentlichung eines Textes über Einkommenssteuer ein  „sehr kleines Vermögen“ verdient hatte. Ihre Gruppe zahlte 680 Francs für Rundreisetickets. Die Reise dauerte drei Wochen, und Morrell führte während der Reise ein Tagebuch, in dem sie ihre Erlebnisse festhielt. Das Tagebuch von Morrell ist ein wichtiges historisches Dokument, da es jedes Detail der Reise in der Schweiz festhält, die als eine der Anfänge des modernen internationalen Tourismus angesehen werden kann. Cooks Reisen waren erfolgreich, was weibliche Touristen anging, da alleinstehende Frauen als Teil von Reisegruppen reisen konnten, ohne um ihre Sicherheit fürchten zu müssen.
Der Junior United Alpine Club begann seine Reise in die Schweiz am Morgen des 26. Juni 1863. Sie reisten zunächst mit dem Zug von London nach Newhaven. In ihrem Tagebuch schrieb Morrell über Newhaven, dass es „nirgendwo einen tristeren Hafen“ gebe. Von Newhaven aus fuhren sie mit dem Schiff nach Dieppe in der Normandie, von wo aus sie nach Paris weiterreisten. Von Paris aus reisten sie nach Genf in der Schweiz. Als sie Genf verließen, waren sie und ihre Begleiter laut Morrell so eifrig, dass sie „vor den Bediensteten unten waren“ und trotz des ständigen Regens begannen, „mit einer Geschwindigkeit von vier Meilen pro Stunde“ zu laufen. Morrell und die anderen Frauen auf der Reise trugen ständig Korsetts und Krinolinenkleider, obwohl diese anscheinend beim Bergsteigen nicht einmal erwartet wurden. Sie wachten jeden Tag um vier Uhr morgens auf und waren entschlossen, so viel wie möglich aus der Reise herauszuholen; an manchen Tagen legte die Gruppe mehr als 27,4 Kilometer (17 Meilen) zurück. In ihrem Tagebuch hielt sie fest, dass sie manchmal an rutschigen Felsvorsprüngen entlanggingen, die nur durch an Felsen befestigte Seile gesichert waren. Laut Morrell war der härteste Teil der Reise der Aufstieg auf den Gemmipass; trotzdem hatte die Gruppe aber noch genug Energie, um sich eine Schneeballschlacht zu liefern, als sie den Gipfel erreichte. Morrell bemerkte, dass die Frauen ihre Regenschirme benutzten, um die Schneebälle abzuwehren, die nach ihnen geworfen wurden. Trotz der oft gefährlichen Reise bemerkte Morrell, dass „die Gefahren einer Alpenreise in zwei Klassen eingeteilt werden können, die realen und die imaginären, und im Rückblick stellte sich heraus, dass unsere alle zu den letzteren gehörten“.

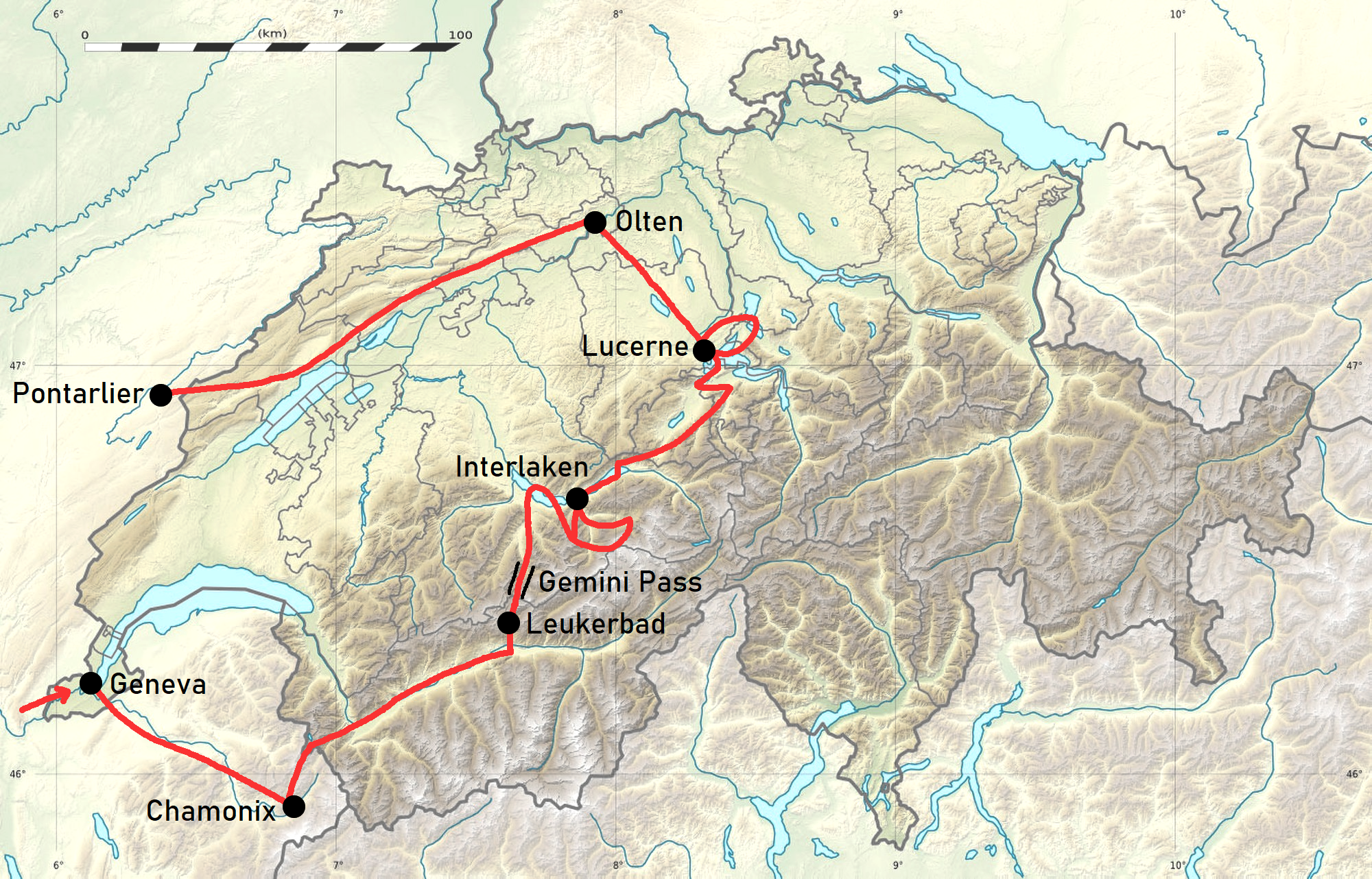
Karte des Weges der Schweizreise 1863

Die Reise endete am 15. Juli in Pontarlier. Nach Abschluss der Reise verbrachte der Junior United Alpine Club vier Tage in Paris. Morrell schloss ihren Bericht mit den Worten: „Wenn es einen Beweis für die Ausdauer des Alpenvereins geben sollte, so ist er hier gegeben, dass fast alle in der Lage waren, die Sehenswürdigkeiten von Paris mit der gleichen Energie zu besichtigen, die sie die ganze Zeit über auszeichnete.“ Die Touristen genossen ihre Reise in die Schweiz in vollen Zügen. Ihr Tagebuch gibt einen heiteren Bericht über die Reise und zeigt sie und ihre Begleiter als Teil einer damals neuen Form von Reisenden. Im Gegensatz zu früheren Touristen ging Morrells Gruppe aus Spaß an der Erkundung eines neuen Teils der Welt und erhob nicht den Anspruch, etwas mit Bildung oder Kultur zu tun zu haben oder dass die Altertümer und Landschaften, denen sie begegneten, der Hauptzweck der Reise waren und nicht nur ein Nebeneffekt.
Morrells Bericht bietet auch eine Momentaufnahme der viktorianischen Reise- und Touristengruppen; neben anderen Details erwähnt sie, wie der „obligatorische Spaßvogel“ Tom darauf bestand, die anderen Mitglieder der Gruppe mit thee und thou anzusprechen, um „die Mühen des Weges zu erleichtern“, welche sich zum Beispiel in  „erpresserischen“ Preisen für Souvenirs und eine humorvolle Episode, in der der Zoll in Dieppe Sarah Ayres' „veritable Yorkshire Tarts“ mit fünfzig Cents besteuerte, offenbarten. Im Tal von Chamonix kritisierte Morrell einmal ein Gästebuch, das zu viele persönliche Informationen verlangte, und schrieb, das Buch sei „eines der inquisitorischsten seiner Art, das uns je begegnet ist - eines, das sich nicht nur damit begnügt, Ihren gegenwärtigen Aufenthaltsort zu kennen, sondern für die Behörden die Vergangenheit, Gegenwart und Zukunft Ihrer Geschichte verlangt“, und dass die Informationen, die die Gruppe hinterließ, „diese Behörden beträchtlich aufgeklärt haben!“.
Morrells Beschreibungen der Sehenswürdigkeiten der Schweiz wurden manchmal fast wortwörtlich aus früheren Reisetagebüchern übernommen. Ihre Beschreibung des Giessbachs war zum Beispiel fast identisch mit einer früheren Beschreibung in einem der Murray's Handbooks for Travellers. An anderen Stellen waren die Beschreibungen eindeutig ihre eigenen, detaillierten und auf dem, was sie gesehen hatte, basierenden, und manchmal widersprach sie auch ausdrücklich den Beobachtungen früherer Reisender oder verglich sie mit ihren eigenen. Ihre Sicht der Schweiz wurde auch von Dichtern und Malern beeinflusst, die Morrell bewunderte und die sie in ihren Schriften häufig nannte. So zitierte sie unter anderem den Dichter William Wordsworth und den Maler und Schriftsteller John Ruskin. Morrells Tagebuch enthält auch eine ausgeprägte Bevorzugung des protestantischen Christentums, wie sie in englischen Reiseberichten aus ihrer Zeit üblich ist; sie beschreibt katholische Gegenden als Heimat von unwissenden Bauern und ungemütlichen und schmutzigen Chalets, während protestantische Gegenden als viel ordentlicher und prächtiger beschrieben werden.

### Späteres Leben
Morrell illustrierte das Buch ihres Bruders William über die Geschichte von Selby, The History and Antiquities of Selby in West Riding in the County of York, das 1867 erschien.
1867 heiratete Morrell den wohlhabenden Landbesitzer John Broadley Greenwood, einen Witwer, der zehn Jahre älter war als sie. Das Paar hatte ein einziges Kind, den Sohn Robert Morrell Greenwood, der am 21. Januar 1868 geboren wurde. Die Familie, zu der auch drei Kinder aus Greenwoods früherer Ehe gehörten, zog zunächst nach Lytham St Annes in Lancashire, dann nach Somerset und schließlich zurück nach Yorkshire. Greenwood starb 1906 in Yorkshire und Morrell starb kurz nach ihm am 13. Oktober 1909. Morrell wurde auf einem kleinen Friedhof in East Morton (West Yorkshire) beigesetzt.

## Vermächtnis
Da Morrells Tagebuch außer ihrem Vornamen wenig über seine Verfasserin verriet, blieb ihre Identität lange Zeit ein Rätsel. Auch der Bericht über das Tagebuch selbst war jahrzehntelang verschollen, da er nur für die Mitglieder des Junior United Alpine Club bestimmt war. Das Tagebuch wäre wahrscheinlich nie veröffentlicht worden, wenn nicht ein Exemplar in einer Blechkiste in Thomas Cooks während der deutschen Luftangriffe auf England im Zweiten Weltkrieg zerstörtem Lagerhaus in London gefunden worden wäre. Das Tagebuch wurde 1963 unter dem Titel Miss Jemima's Swiss Journal:: The First Conducted Tour of Switzerland veröffentlicht. Die durch die Veröffentlichung ausgelöste Publicity führte dazu, dass die Autorin als Jemima Morrell identifiziert wurde; die Autorin Anne Vernon recherchierte für ein Buch über eine prominente Familie aus Yorkshire und fand Briefe von einer Reise in die Schweiz. Vernon verglich diese mit dem Reisetagebuch und mit Aufzeichnungen aus den Archiven von Thomas Cook.
Morrells Sohn Robert heiratete eine Frau namens Margaret Leir und wurde 1918 zum Commander der Order of the British Empire (CBE) ernannt. Da Robert 1947 kinderlos starb, hat Jemima Morell keine lebenden Nachkommen. Ihre nahen Verwandten in der Familie Morrell waren in Yorkshire einflussreich und mit dem Erbe von Morrell verbunden. Jemima Morrells Neffe John Bowes Morrell (Sohn ihres Bruders William) amtierte als Oberbürgermeister von York und war an der Gründung des York Castle Museum beteiligt. Johns Sohn William und sein Enkel Nicholas nahmen 1963 an einer Reise in die Schweiz teil, die anlässlich des 100. Jahrestags der ursprünglichen Reise stattfand. Im Jahr 2013 startete das in North Yorkshire ansässige Reiseunternehmen Inntravel anlässlich des 150. Jahrestags von Morrells Reise eine Reihe von Touren, die auf ihren Schriften basieren. Zu den Teilnehmern der ersten Reise dieser Art gehörte John Morrell, der Sohn von William und Bruder von Nicholas. Anlässlich des 150. Jahrestages haben Inntravel und Switzerland Tourism auch einen Wettbewerb ausgeschrieben, um eine „moderne Jemima“ zu finden, die auf ihren Spuren eine Gedenkreise unternimmt und ihre Erfahrungen „im Stil des 21. Jahrhunderts durch Blogs und Tweets“ dokumentiert.
Die britische Dichterin und Romanautorin Helen Mort veröffentlichte 2016 eine Gedichtsammlung mit dem Titel No Map Could Show Them, inspiriert von „Frauen, die es wagten, neue Wege zu gehen“, und nannte Jemima Morrell, die „in ihren Röcken und Petticoats auf den Schweizer Gipfeln wanderte“, und die moderne Bergsteigerin Alison Hargreaves (1962–1995) als zwei wichtige Inspirationen. Mort hatte bereits 2012 als Hommage an Morrell eine Wanderung in der Schweiz in einem nachgebildeten Krinolinenkleid unternommen.